# 쿠유니마자루니주

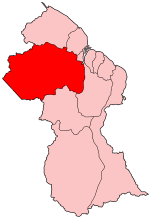
쿠유니마자루니주의 위치

쿠유니마자루니주(영어: Cuyuni-Mazaruni)는 가이아나 서부에 있는 주로 주도는 바르티카이며 면적은 47,213km2, 인구는 20,280명(2012년 기준), 인구 밀도는 0.43명/km2이다. 북쪽으로는 바리마와이니주와 에세키보아일랜즈웨스트데메라라주, 포메룬수페남주, 동쪽으로는 어퍼데메라라버비스주, 남쪽으로는 포타로시파루니주와 브라질, 서쪽으로는 베네수엘라와 접한다.